# Olga Budina
Olga Aleksandrowna Budina, ros. Ольга Александровна Будина (ur. 22 lutego 1975 w Odincowie) – rosyjska aktorka filmowa i teatralna.

## Życiorys
Olga Aleksandrowna Budina urodziła się 22 lutego 1975 roku w Odincowie w obwodzie moskiewskim. Olga Budina marzyła o tym, aby zostać aktorką w młodości. W liceum humanistycznym, do którego uczęszczała, zagrała w szkolnym przedstawieniu Hansa Christina Andersena Księżniczka na ziarnku grochu. Olga uczęszcza do szkoły aktorskiej na Uniwersytecie Borysa Szczukina. Po raz pierwszy pojawiła się w 1996 roku w filmie Mały Książę. W 2000 roku zagrała rolę Wielkiej Księżnej Anastazji Nikołajewny Romanowej w filmie Carska rodzina Romanowów.

## Wybrana filmografia
- 2006: Żona Stalina jako Nadieżda Alliłujewa
- 2004: Moskiewska saga jako Nina Gradowa
- 2003: Idiota jako Agłaja Jepanczyna
- 2001: Granica tajożnyj roman jako Marina Goloszczjokina
- 2000: Pamiętnik jego żony jako Galina Plotnikowa, poetka
- 2000: Carska rodzina Romanowów jako Wielka Księżna Anastazja Nikołajewna Romanowa